# Zemský okres Augsburg
Zemský okres Augsburg (německy Landkreis Augsburg) je okres v německé spolkové zemi Bavorsko, ve vládním obvodě Švábsko. Sídlem okresu je město Augsburg, které však není součástí okresu, ale tvoří samostatný městský okres.

## Města a obce
| Města | Obce |
| --- | --- |
| 1. Bobingen 2. Gersthofen 3. Königsbrunn 4. Neusäß 5. Schwabmünchen 6. Stadtbergen Obce s tržním právem ( Markt ) 1. Biberbach 2. Diedorf 3. Dinkelscherben 4. Fischach 5. Meitingen 6. Thierhaupten 7. Welden 8. Zusmarshausen | 1. Adelsried 2. Allmannshofen 3. Altenmünster 4. Aystetten 5. Bonstetten 6. Ehingen 7. Ellgau 8. Emersacker 9. Gablingen 10. Gessertshausen 11. Graben 12. Großaitingen 13. Heretsried 14. Hiltenfingen 15. Horgau 16. Kleinaitingen 17. Klosterlechfeld 18. Kühlenthal 19. Kutzenhausen 20. Langenneufnach 21. Langerringen 22. Langweid am Lech 23. Mickhausen 24. Mittelneufnach 25. Nordendorf 26. Oberottmarshausen 27. Scherstetten 28. Untermeitingen 29. Ustersbach 30. Walkertshofen 31. Wehringen 32. Westendorf |

## Sousední okresy
| Růžice kompasu | Dillingen an der Donau | Dunaj-Ries            |                   | Růžice kompasu |
| Růžice kompasu | Günzburg               | Sever                 | Aichach-Friedberg | Růžice kompasu |
| Růžice kompasu | Günzburg               | Zemský okres Augsburg | Aichach-Friedberg | Růžice kompasu |
| Růžice kompasu | Günzburg               | Jih                   | Aichach-Friedberg | Růžice kompasu |
| Růžice kompasu | Unterallgäu            | Ostallgäu             | Landsberg am Lech | Růžice kompasu |